# Praravinia chalcotricha
Praravinia chalcotricha är en måreväxtart som beskrevs av Cornelis Eliza Bertus Bremekamp. Praravinia chalcotricha ingår i släktet Praravinia och familjen måreväxter. Inga underarter finns listade i Catalogue of Life.